# Antonio Dorregaray

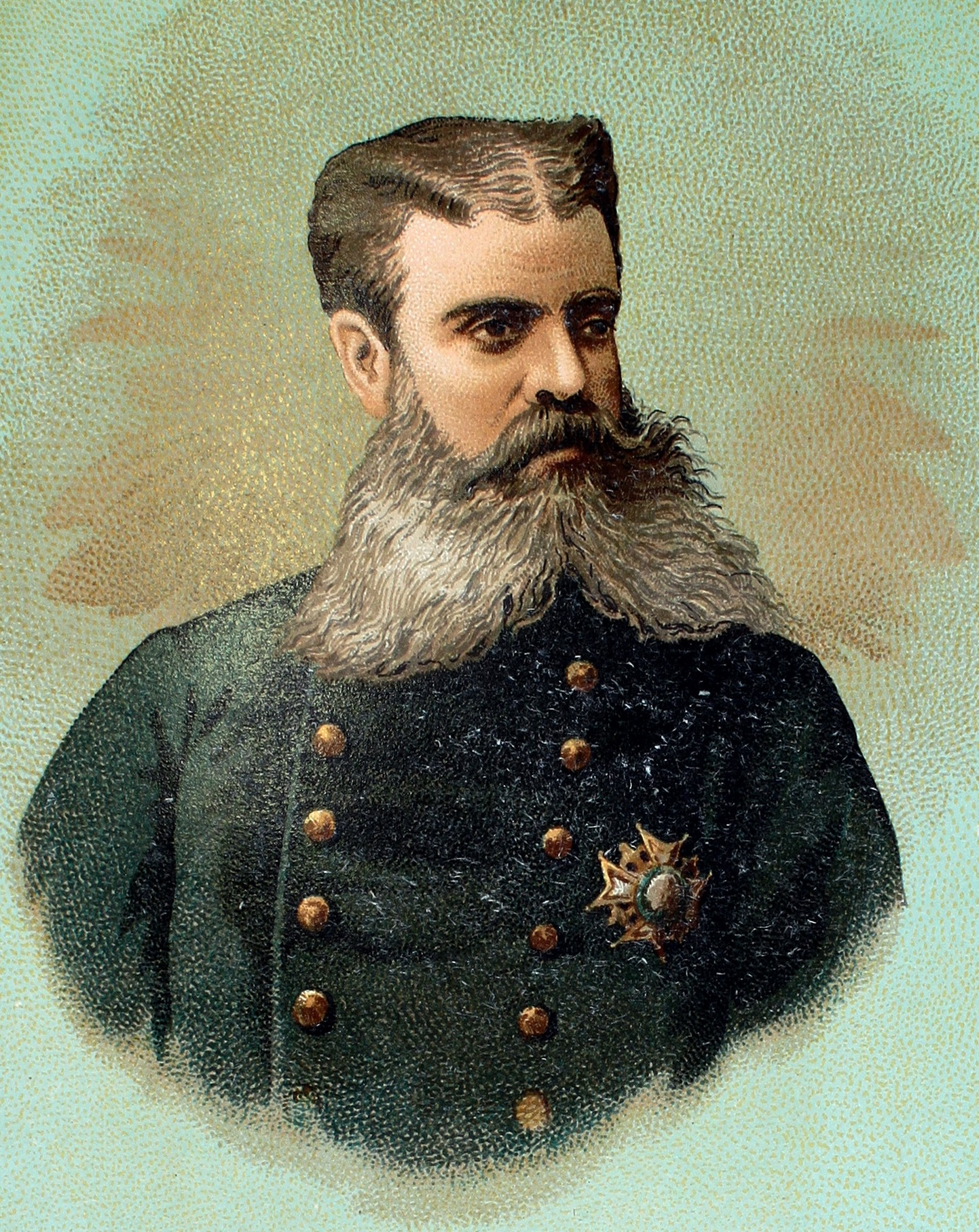
Antonio Dorregaray

Antonio Dorregaray, Marques de Graul (* um 1820 in Ceuta; † 31. März 1882 in England) war ein spanisch-karlistischer General.

## Leben
Dorregaray kämpfte bereits zwischen 1836 und 1839 im Heer von Carlos María Isidro de Borbón, trat dann in die königliche Armee über. Er zeichnete sich 1859 im Spanisch-Marokkanischen Krieg aus und war von 1855 bis 1868 als höherer Polizeibeamter tätig, wo er sich allerdings als sehr bestechlich zeigte.
Nach der Revolution ab 1868 lebte er zunächst zurückgezogen, trat 1872 als Oberstleutnant in den Dienst des Don Carlos, des so genannten Königs Carlos VII. Dorregaray schlug die Regierungstruppen bei Los Arcos und am 5. Mai 1873 bei Graul und wurde für diese Einsätze Generalleutnant und Marques. Am 26. Juni schlug er bei Arroniz den General Postilla und am 25. August bei Dicastillo den General Santa Pau. Er nahm dann Portugalete, eine Hafenstadt bei Bilbao, ein.
Im Mai 1874 wurde Dorregaray Generalkapitän der karlistischen Armee. Durch seine Proklamation von Estella am 17. Juni 1874 drückte er dem Karlistenaufstand den Stempel der Barbarei auf und veranlasste dadurch die europäischen Großmächte, der Madrider Regierung von Francisco Serrano Domínguez durch offizielle Anerkennung moralisch zu unterstützen. Im Juni schlug er das Heer Conchas vor Estella zurück, wurde hierbei verwundet und begab sich zur Erholung nach Paris. Nach seiner Rückkehr übernahm er den Oberbefehl über die Armee in Valencia und wich vor der Übermacht Jovellars über Barbastro nach Navarra. Als im Februar 1876 Don Carlos seinen Widerstand aufgab, flüchtete Dorregaray mit ihm nach England.